# XXIV династия
Двадцать четвёртая Династия — династия древнеегипетских правителей, правивших примерно с 732 (727) по 720 (715) гг. до н. э. и принадлежавших к Третьему Переходному периоду.
Эта династия была одной из самых коротких в истории Древнего Египта: известны имена только двух её царей, правивших в городе Саис на западе Дельты Нила и являвшихся современниками фараонов и принцев из XXII-й, XXIII-й и XXV-й Династий.
Во времена ливийского господства Египет был разделен на ряд конкурирующих между собой мелких царств, из которых город Саис и близлежащие регионы находились во власти XXIV-й Династии. В то время, когда XXII-я Династия склонялась к своему закату при фараоне Шешонке V, в Саисе начал править царь по имени Тефнахт, который на двух своих стелах (датированных 36-м и 38-м годами царствования Шешонка V) указывается в качестве «Великого вождя Либу на Западе». Он полностью контролировал западную часть Дельты Нила, а его власть признавалась местными князьями Гермополя и Гераклеополя. Провозгласив себя фараоном, Тефнахт, таким образом, основал новую XXIV-ю Династию, которая, однако, так никогда и не смогла взять под свой контроль всю страну.
На севере по-прежнему господствовали местные правители из XXIII-й Династии, часть которых на юге продолжала называть себя «Божественными Пророками Амона». Однако вскоре весь Верхний Египет оказался под властью нубийских фараонов из XXV-й Династии, с первыми из которых пришлось столкнуться в военном противостоянии царям из Саиса.
Существование XXIV-й династии было внезапно прервано, когда нубийский фараон Шабака атаковал Саис и заживо сжег преемника Тефнахта, фараона Бакенранефа. После этого практически весь Египет захватили нубийцы, и власть в стране полностью перешла в руки XXV-й Династии.
Стоит заметить, что французский египтолог Оливье Пердью недавно выдвинул гипотезу, согласно которой ныне известный фараон Шепсесра Тефнахт I на самом деле мог быть Тефнахтом II — близким предшественником царя Нехо I из XXVI-й Династии.